# Stone Sour
Stone Sour — американская метал-группа, образованная в 1992 году в Де-Мойне, штат Айова. Её основатели — Кори Тейлор, ставший известным как вокалист группы Slipknot, а также барабанщик Джоел Экман. Просуществовав до 1997 года, коллектив прекратил свою деятельность, но в 2000 году, после успеха дебютного альбома Slipknot, Тейлор с Экманом решили вернуться к своему изначальному проекту.
За свою карьеру группа выпустила шесть полноформатных студийных альбомов, один концертный альбом, восемнадцать синглов, а также два мини-альбома.
Группа трижды номинировалась на премию Грэмми в номинации «Лучшее метал-исполнение» за композицию «Get Inside» в 2003 году, «Inhale» в 2004, и «30/30-150» в 2006 году. Пять альбомов группы входили в первую десятку американского чарта Billboard 200. Группа продала более 2,1 миллионов копий альбомов в США на 2017 год.
С 2020 года группа находится в состоянии бессрочного отпуска.

## История

### Формирование и ранние годы (1992—2000)
Группа была основана в 1992 году в городе Де-Мойне, штат Айова, Кори Тeйлором и Джоелом Экманом. В скором времени к ним присоединился друг Кори — Шон Экономаки. Группа начинала с небольших выступлений в местных клубах, постоянно меняя гитаристов, некоторых даже после одного шоу. В 1995 году в группу на место постоянного ведущего гитариста пришел Джеймс Рут. Группа приступила к созданию первых демозаписей, но в 1997 году Кори Тейлор и Джеймс Рут присоединились к Slipknot, Джоел завел семью, а Шон стал концертным менеджером. Stone Sour формально прекращают своё существование, однако в 2000 году друг Кори, Джош Рэнд продемонстрировал ему свои песни. Рэнд начал работать над ранними версиями песен «Get Inside», «Orchids», «Idle Hands», которые в дальнейшем вошли в первый альбом группы. В результате, после полутора лет совместной работы Кори и Джоша, было решено собрать прежний состав группы.

### Дебютный альбом (2002—2004)
Коллектив дебютировал в начале 2002 года, когда композиция «Bother» прозвучала в саундтреке к фильму «Человек-паук». А затем, в том же году 23 августа в свет вышел и первый, одноименный альбом команды — Stone Sour. Диск дебютировал на 46 месте в Billboard Top 200, и за первую неделю продаж тиражом проданных копий составил 25 тысяч. Спустя год альбом стал «золотым», а его тираж достиг полумиллиона экземпляров. Синглы «Get Inside» и «Inhale» были номинированы на премию Грэмми в 2003 и 2004 году соответственно. Группа отправилась в турне и выступала на таких фестивалях как Rock am Ring, Download и других. В сентябре 2003 года лейбл переиздал дебютный альбом группы, добавив 5 бонус-треков и DVD-диск с клипами. В связи с записью третьего студийного альбома Slipknot и последующего после него тура, Джим и Кори временно покинули группу, в то время как остальные участники приступили к написанию материала для последующего альбома.

### Come What(ever) May(2005—2007)

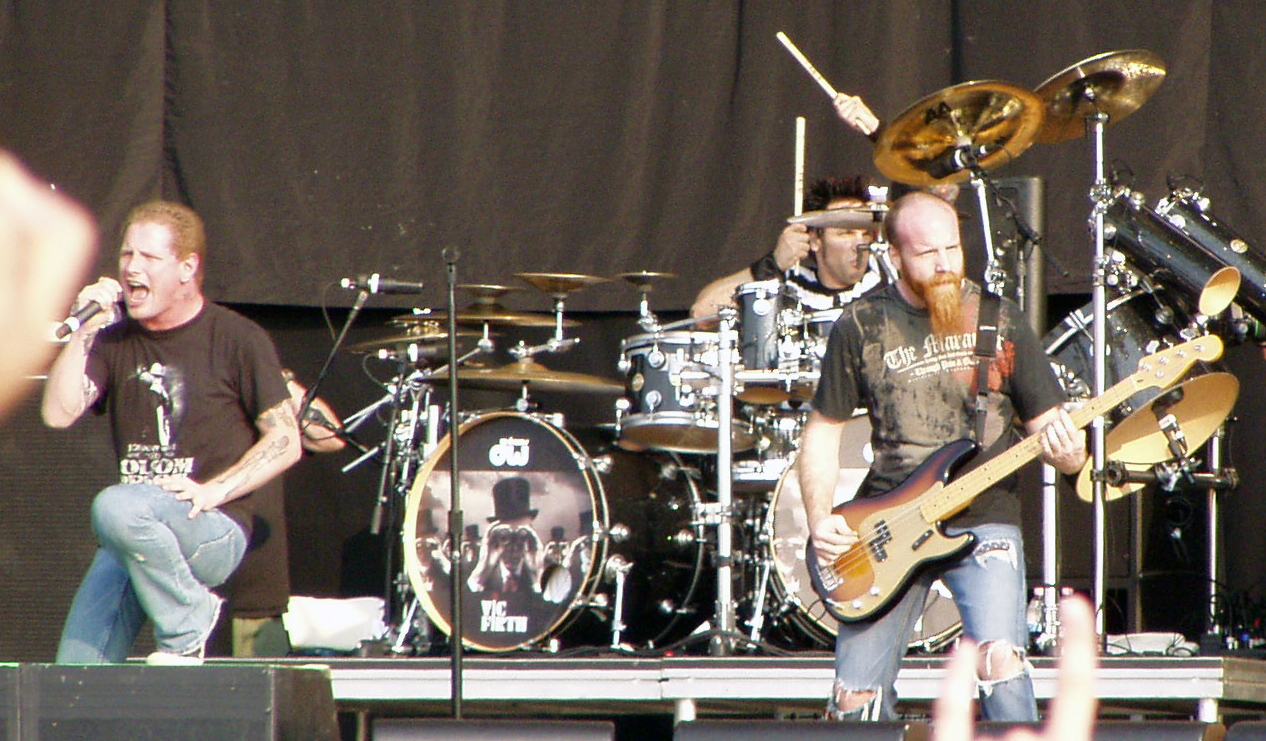
Stone Sour выступают в поддержку второго студийного альбома, 2007 год.
Слева направо: Кори Тейлор, Рой Майорга и Шон Экономаки.

В декабре 2005 года группа приступает к написанию песен для нового альбома, получившего название Come What(ever) May. Продюсером был выбран Ник Рискулинеш.
В это время группу покидает Джоэл Экман, из-за болезни и последующей смерти своего сына, у которого обнаружилась опухоль мозга. На его место пришел бразилец Рой Майорга (ex-Soulfly, ex-Sepultura), которому понравился первый альбом группы.
В апреле вышел первый клип и песня с нового альбома — «Hell & Consequences», а 23 мая официально был издан новый сингл: «30/30-150», записанный при участии ударника Godsmack. Ещё позже в сеть были выложены песни «Reborn», «Through Glass» и Come What(ever) May. 1 августа альбом появился в продаже и практически сразу попал в первую 5-ку Billboard.
В сентябре группа отправляется в масштабное турне, во время которого музыканты посетили и Россию. 17 октября 2006 года в Москве, в магазине Союз, состоялась пресс-конференция группы, а 18 октября они выступили с концертом в Лужниках в рамках премии RAMP 2006.
26 июня 2007 года состоялся релиз специального издания Come What(ever) May, который содержал в себе выступление в Москве, клипы «30/30-150», «Through Glass», «Sillyworld», «Made of Scars» и 6 песен, не вошедших в первое издание альбома.

### Audio Secrecy(2009—2012)
В феврале 2010 года группа приступила к записи нового альбома. На роль продюсера группа планировала привлечь Роба Кавальо, но в итоге продюсером нового альбома, получившего название Audio Secrecy, стал Ник Раскулинеш. Audio Secrecy вышел 7 сентября на лейбле Roadrunner. В поддержку альбома группа выпустила синглы «Mission Statement»,"Say You’ll Haunt Me", «Digital (Did You Tell)» и «Hesitate». В это же время группа записывает концертный DVD Live at Brighton.
В апреле 2011 года в середине «Avalanche Tour» Stone Sour по личным причинам покинул Шон Экономаки. Его временно заменил Джейсон Кристофер, сессионный участник группы Sebastian Bach. 4 мая 2012 года на сайте группы появилось объявление, сообщающее о том, что Шон окончательно покинул состав Stone Sour.

### House of Gold & Bones(2012—2014)

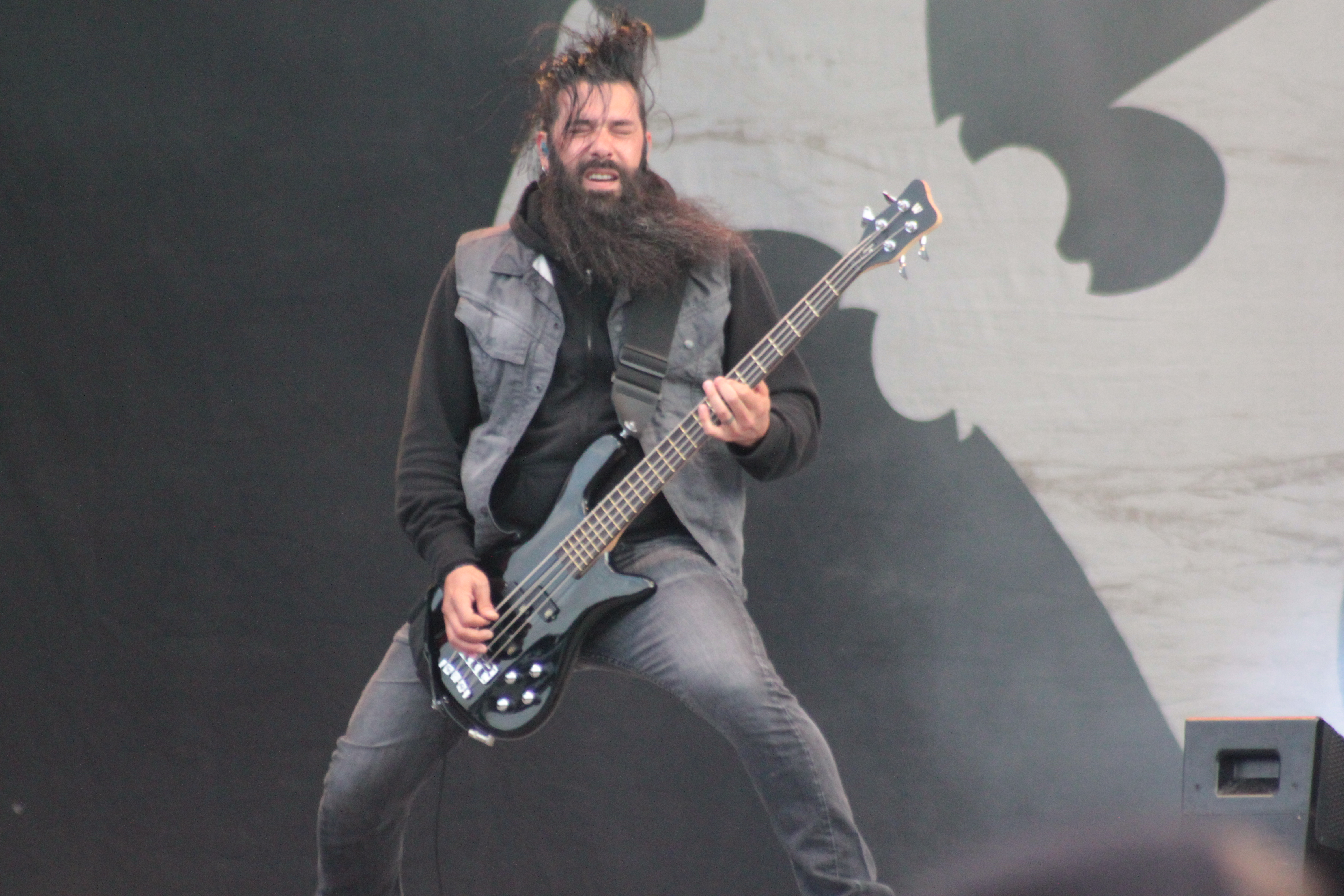
Джонни Чоу вместе с Stone Sour, 2013 год.

20 марта 2011 года Кори Тэйлор на своей личной странице в твиттере объявил о том что группа в скором времени начнет работать над своим четвёртым альбомом. Позднее стало известно что это будет концептуальный альбом и что он будет состоять из двух частей, по мотивам которых выйдет серия комиксов.
3 мая Джеймс Рут сообщил о том что на время записи нового альбома к группе присоединяется Рэйчел Болан (Skid Row). 27 марта 2012 года группа приступает к записи первой части House of Gold and Bones в студии Sound Farm около Де-Мойна. В этот же день на официальной странице группы в Facebook, появилась песня «The Pessimist», доступная для свободного скачивания. 24 августа 2012 года выходит двойной сингл «Gone Sovereign/Absolute Zero», а затем 12 октября и сам House of Gold and Bones Part 1. 12 февраля вышел сингл «Do Me a Favor» со второй части альбома, выход которой назначен на 8 апреля 2013 года. 3 апреля альбом House of Gold and Bones Part 2 стал доступен для свободного прослушивания на сайте группы.
23 октября 2012 года Джош Рэнд на официальной странице Stone Sour на Facebook сообщил, что Джонни Чоу будет играть на басу в последующем турне в поддержку альбомов.

### Уход Джеймса Рута (2014—2015)
В феврале 2014 года Джеймс Рут не смог принимать участие в зимнем турне группы, поскольку он решил сосредоточить свои силы на будущем альбоме Slipknot. 17 мая 2014 года на аккаунте гитариста в Instagram фанат спросил Джеймса, сможет ли он принять участие в летнем турне группы по США 18-20 июля. Рут ответил: «Я больше не в этой группе. Это не моё решение. Я не счастлив насчёт этого». 18 мая 2014 года группа на официальной странице Facebook подтвердила уход гитариста: «Некоторые из вас, возможно, слышали на данный момент, что Stone Sour и Джеймс Рут расстались. Мы хотели подождать до завершения нового альбома Slipknot, но в свете последних событий, мы собираемся подтвердить эту информацию и двигаться дальше. Мы считаем, что это будет лучше для обеих групп и надеемся, что это отразится в грядущие дни».

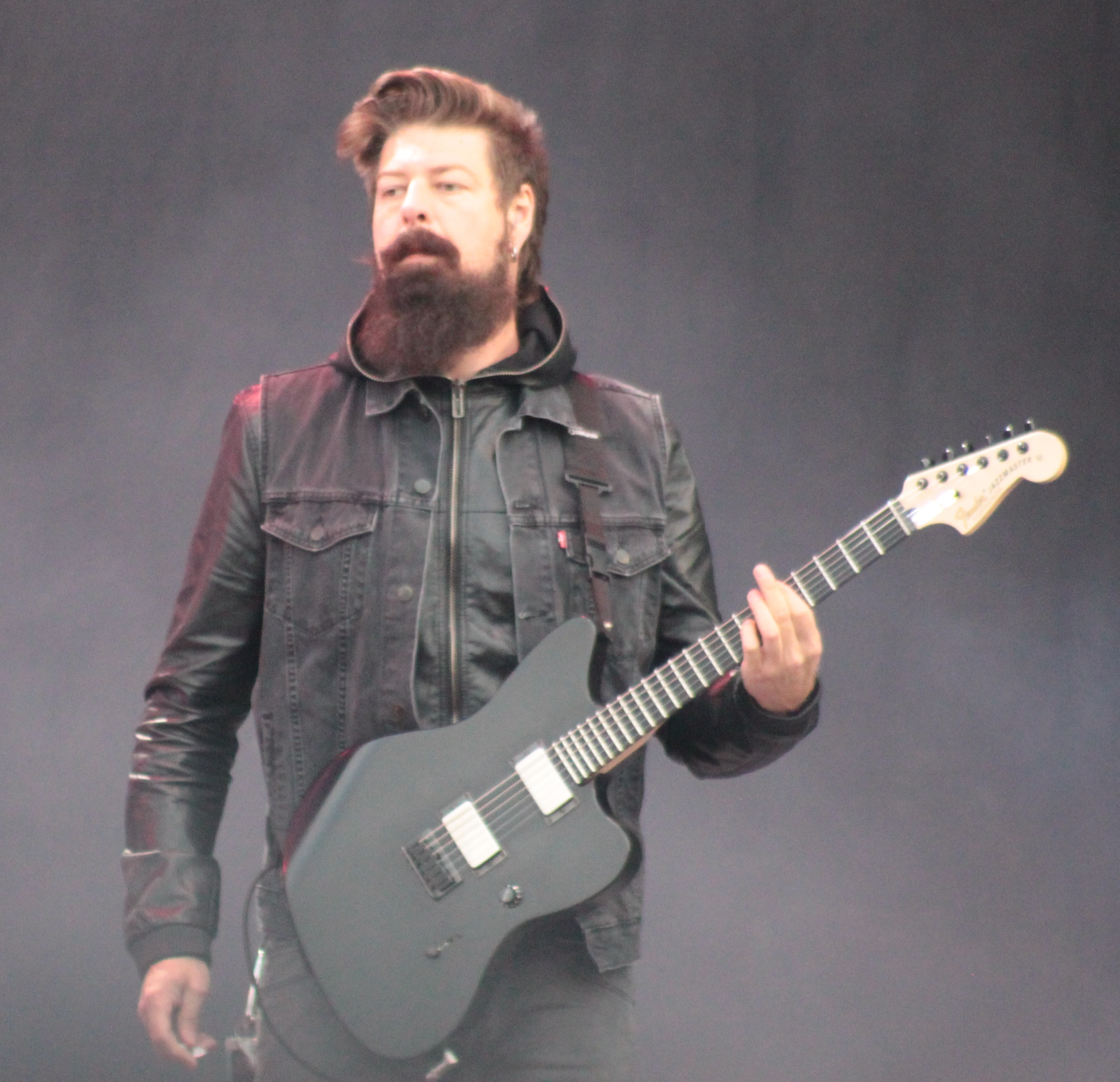
Джеймс Рут на выступлении в составе Stone Sour.

5 октября 2014 года на странице Stone Sour в Facebook было сообщено о начале записи нового мини-альбома, получившего название Meanwhile in Burbank и вышедшего в 2015 году. Позднее Тейлор прокомментировал EP: «Это то, что мы хотели сделать ещё с момента основания [Stone Sour]. Мы всегда хотели этого. Люди приходят и уходят и раньше мы просто не имели возможности. Тогда мы говорили: „Ну, черт с этим“».
В феврале 2015 года, Stone Sour выпустили кавер-версию и видеоклип на композицию группы Metal Church, «The Dark», а 18 апреля состоялся релиз самого EP. Также Кори Тейлор анонсировал ещё две части, под названием Straight Outta Burbank и No Sleep Till Burbank. Straight Outta Burbank.. вышел в ноябре того же года.

### Hydrograd(2016—2019)
26 июля 2016 года Тейлор в интервью Billboard.com сообщил, что группа занимается подготовкой демоверсий песен для будущего альбома, запись которого начнется в 2017 году.
23 января 2017 года Кори Тейлор официально подтвердил начало записи нового альбома под названием Hydrograd. Также он сообщил что в музыкальном плане альбом будет сочетать элементы звучания предыдущих альбомов группы с элементами хард-рока и панк-музыки. 27 апреля 2017 года группа выпустила «Fabuless», первый сингл с будущего альбома, а также сообщила трек-лист и дату релиза. Затем последовал релиз ещё трёх синглов: «Song #»3, «Taipei Person/Allah Tea» и «Mercy»; а 30 июня был издан и сам альбом. После релиза группа отправилась в мировое турне. Весной 2018 года музыканты приняли участие в американском туре Оззи Осборна.
6 мая 2019 года было сообщено, что Рой Майорга присоединился к Hellyeah, заменив умершего в 2018 году ударника Винни Пола. Также осенью музыканты анонсировали концертный альбом, озаглавленный Hello, You Bastards: Live in Reno, релиз которого состоялся в декабре.

### Перерыв (2020)
Летом 2020 года Кори Тейлор объявил, что группа временно прекращает свою деятельность, поскольку сам проект, по его мнению, исчерпал себя.

## Музыкальный стиль
На протяжении своей музыкальной карьеры группа смешивала звучание альтернативного метала с хард-роком, хеви-металом и альтернативным роком. Четвёртый и пятый альбомы группы, House of Gold & Bones - Part 1 и Part 2 являются концептуальными, с элементами прогрессивного металла. Начиная с музыки, напоминающей Slipknot, группа выработала свое собственное звучание. Для музыкального стиля Stone Sour характерно использование двойной бас-бочки, тяжелых риффов, двойных гитарных гармоний и сочетания скриминга и чистого пения.
Гитарист группы, Джош Рэнд, в одном из интервью, отмечал значительное влияние треш-метала на свою музыку.

## Состав
| Финальный состав - Кори Тейлор — вокал, гитара (1992—1993, 1994—1997, 2000—2020) - Джош Рэнд — гитара (1993, 2000—2020), бас-гитара (2000—2001) - Рой Майорга — ударные (2006—2020) - Джонни Чоу — бас-гитара, бэк-вокал (2012—2020) - Кристиан Мартуччи — гитара, бэк-вокал (2014—2020) Сессионные участники - Майк Портной — ударные (2011) - Джейсон Кристофер — бас-гитара (2011) - Джона Нимой — гитара (2018) - Р. Дж. Ронкильо — гитара (2018) | Бывшие участники - Дэнни Харви — гитара (1992, 1993; как гость 1994), бас-гитара (1992) - Тони С. — бас-гитара (1992-1993) - Марти Смит — гитара (1992-1993) - Тодд Смит — бас-гитара (1993) - Джош Рилиинг — гитара (1994—1995) - Би Джей Харрисон — гитара (1994) - Райан Уидер — гитара (1996) - Брюс Свинк — гитара (1997) - Дэн Спэйн — ударные (2000—2001) - Джоел Экман — ударные (1992—1993, 1994—1997, 2000—2006) - Шон Экономаки — гитара (1993), бас-гитара (1994—1997, 2000—2012) - Джеймс Рут — гитара (1996—1997, 2001—2014), бэк-вокал (2002, 2012—2013) |

## Дискография
- Stone Sour (2002)
- Come What(ever) May (2006)
- Audio Secrecy (2010)
- House of Gold and Bones Part 1 (2012)
- House of Gold and Bones Part 2 (2013)
- Hydrograd (2017)

## Награды
Грэмми
| Год  | Номинируемая работа | Категория                               | Результат |
| ---- | ------------------- | --------------------------------------- | --------- |
| 2003 | «Get Inside»        | Grammy Award for Best Metal Performance | Номинация |
| 2004 | «Inhale»            | Grammy Award for Best Metal Performance | Номинация |
| 2006 | «30/30-150»         | Grammy Award for Best Metal Performance | Номинация |

Revolver Golden Gods
| Год  | Номинируемая работа              | Категория                               | Результат |
| ---- | -------------------------------- | --------------------------------------- | --------- |
| 2013 | Рой Майорга                      | Golden Gods Award for Best Drummer      | Номинация |
| 2013 | Кори Тейлор                      | Golden Gods Award for Best Vocalist     | Победа    |
| 2013 | «House of Gold and Bones Part 1» | Golden Gods Award for Album of the Year | Номинация |